# Slnečné skaly
Slnečné skaly este o arie protejată (arie specială de conservare — SAC, sit de importanță comunitară — SCI) din Slovacia întinsă pe o suprafață de 87,33 ha, integral pe uscat.

## Localizare
Centrul sitului Slnečné skaly este situat la coordonatele 49°08′42″N 18°43′04″E / 49.145°N 18.717778°E.

## Înființare
Situl Slnečné skaly a fost declarat sit de importanță comunitară în octombrie 2011 pentru a proteja 1 specie de plante și 3 specii de animale. Situl a fost protejat și ca arie specială de conservare în august 2011.

## Biodiversitate
Situată în ecoregiunea alpină, aria protejată conține 6 habitate naturale: Pajiști panonice carstice (Stipo-Festucetalia pallentis), Păduri calcicole cu Pinus sylvestris din Carpații Occidentali, Peșteri inaccesibile publicului, Păduri de fag Asperulo-Fagetum, Păduri de fag din Europa Centrală dezvoltate pe sol calcaros cu Cephalanthero-Fagion, Pante stâncoase calcaroase cu vegetație casmofită.
La baza desemnării sitului se află mai multe specii protejate:
- plante (1): Pulsatilla subslavica
- mamifere (3): liliac cârn (Barbastella barbastellus), liliac comun (Myotis myotis), liliacul mic cu potcoavă (Rhinolophus hipposideros)

Pe lângă speciile protejate, pe teritoriul sitului au mai fost identificate 12 specii de plante, 3 specii de amfibieni, 3 specii de mamifere, 3 specii de reptile.